# 초인시대
《초인시대》는 2015년 4월 10일부터 2015년 5월 22일까지 tvN에서 방영된 텔레비전 드라마이다.

## 등장 인물

### 루저 3인방
- 유병재 : 유병재 역
- 김창환 : 김창환 역
- 이이경 : 이이경 역

### 루저와 러브라인
- 송지은 : 송지은 역
- 배누리 : 배누리 역
- 이미소 : 이미소 역

### 주변인물
- 기주봉 : 소장 기주봉 역
- 장희수 : 엄지 역
- 이용녀 : 파주댁 오라클 역
- 지대한 : 지대한 역

### 특별출연
- 정이랑 : 집주인 역
- 정연주
- 스텔라
- 조현민 : 조박사 역
- 권혁수
- 한은성
- 김호창
- 김완기
- 변준석
- 이세영 : 청년창업지원센터 직원 역
- 황제성 : 마동탁 역
- 정상훈 : 수의사 역
- 최종훈 : 치킨집 배달원 역
- 허준 : 야구해설 (목소리) 역
- 하준수
- 노형욱 : 기주봉 어린시절 역
- 재이
- 박노식
- 함건수
- 정성호 : 면접관 역
- 문세윤 : 문세윤 역
- 정진욱 : 문 과장 역
- 손선근
- 금동현
- 성찬호
- 손희순
- 이슬아 : 이슬아 역
- 한다은
- 이재현
- 줄리엔 강
- 차보성 : 이사장 아들 역
- 최규환 : 최규환 박사 역
- 민지영
- 강유미
- 김기욱 : 김기욱 변호사 역
- 홍가람
- 박광수
- 김철민
- 백서빈
- 김수용
- 김두영 : 김창식 역
- 이서연
- 권용운 : 유병재 아버지 역 (우정출연)

## 시청률
아래의 파란색 숫자는 최저 시청률이고, 빨간색 숫자는 최고 시청률이다. 시청률은 닐슨 코리아 유료 가입자 기준으로 한다.
| 2015년      | 2015년      | 2015년                 | 2015년          | 2015년      | 2015년      |
| 회차        | 방송일자    | 부제                   | AGB 닐슨 시청률 | 시청률 순위 | 시청률 순위 |
| 회차        | 방송일자    | 부제                   | AGB 닐슨 시청률 | 종 합       | 드라마      |
| ----------- | ----------- | ---------------------- | --------------- | ----------- | ----------- |
| 제1회       | 4월 10일    | 영웅의 탄생            | 1.996%          | 4           | 1           |
| 제2회       | 4월 10일    | 심판의 날              | 1.996%          | 4           | 1           |
| 제3회       | 4월 17일    | 제 3의 능력자          | 1.044%          | 14          | 5           |
| 제4회       | 4월 17일    | 너의 목소리가 들려     | 1.044%          | 14          | 5           |
| 제5회       | 4월 24일    | 눈물의 졸업식          | 1.308%          | 6           | 3           |
| 제6회       | 4월 24일    | 시티헌터               | 1.308%          | 6           | 3           |
| 제7회       | 5월 1일     | 쩐의 전쟁              | 1.052%          | 17          | 9           |
| 제8회       | 5월 1일     | 착각의 늪              | 1.052%          | 17          | 9           |
| 제9회       | 5월 8일     | 요정은 간다            | 0.641%          | 59          | -           |
| 제10회      | 5월 8일     | 에이지 오브 초글링     | 0.641%          | 59          | -           |
| 제11회      | 5월 15일    | 안녕! 구아방           | 0.860%          | 28          | 13          |
| 제12회      | 5월 15일    | 우리들의 일그러진 영웅 | 0.860%          | 28          | 13          |
| 제13회      | 5월 22일    | 심판의 날              | 0.970%          | 16          | 5           |
| 평균 시청률 | 평균 시청률 | 평균 시청률            | 1.136%          | -           | -           |
| 스페셜      | 5월 29일    | 스페셜                 | 0.805%          | 38          | 11          |